# Los Temerarios

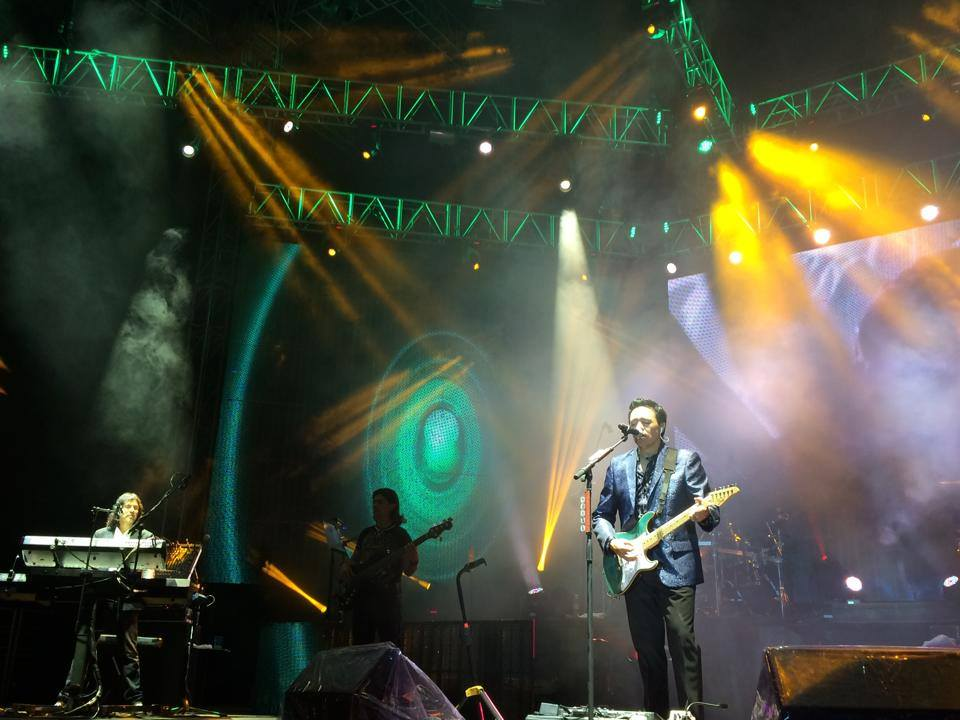

Los Temerarios est un groupe de musique mexicaine fondé en 1978 par les frères Adolfo et Gustavo Angel, avec leur cousin Fernando Angel. Le groupe s'appelait au départ Conjunto La Brisa.
Ils ont enregistré 18 albums et remporté de nombreux prix et récompenses. En 1991, ils remportèrent 5 prix lors des Billboard Latin Awards dans les catégories musique latino.
Ce groupe se présenta également au Festival De Vina Del Mar qui s'est déroulé au Chili en 1993, gagnant la prestigieuse récompense Gaviota De Plata.
Los Temerarios se sont produits à de nombreux endroits très prestigieux dont notamment au Radio City Music Hall.

## Composition du groupe
- Adolfo Ángel Alba, fondateur, leader du groupe depuis le débuts de la formation.
- Gustavo Angel Alba.
- Fernando Angel, voix basse du groupe.
- Jonathan Amabilis (né en 1974).

## Discographie
- 1981 - En tant que Conjunto las Brisas' ils enregistrèrent deux 45 tours.
- 1983 - Los 14 Grandes exitos De Los Temerarios.
- 1984 - Los Temerarios En La Altura
- 1985 - Cumbias Y Norteñas
- 1986 - Pero No
- 1988 - Los Temerarios
- 1989 - Incontenible
- 1990 - Los Temerarios Internacionales y romanticos, Revelacion Romantica de los noventas.
- 1992 - Seduccion Romantica De Los Noventas, Mi Vida Eres Tú
- 1994 - Tu Ultima Cancion, Los Temerarios En Concierto Volumen Uno
- 1995 - Camino Del Amor, Nuestras Canciones
- 1997 - Nuestras Canciones Volumen 2, Los Temerarios En Concierto Volumen Dos
- 1998 - Como Te Recuerdo
- 2000 - En La Madrugada Se Fue
- 2005 - Sueño de Amor
- 2007 - Recuerdos del Alma
- 2008 - Si Tu Te Vas